# Pycreus zonatus
Pycreus zonatus är en halvgräsart som beskrevs av Henri Chermezon. Pycreus zonatus ingår i släktet Pycreus och familjen halvgräs. Inga underarter finns listade i Catalogue of Life.